# 約卡伊
約卡伊（匈牙利語：Mór Jókai，1825年2月18日—1904年5月5日），19世紀匈牙利最重要的小說家。他是個多產作家，1894-1898年間出版的文集就多達100卷，大量的新聞作品尚不計在內。其早年作品如《工作日》（Hétköznapok,1845），流露出法國浪漫主義的影響，但是，一些成熟的小說卻更反映出現實和個人經歷。《一個匈牙利富豪》（Egy magyar nábob,1853-1854）和《金人》(Az arany ember,1873)，是他處理當代匈牙利題材的兩部最主要的小說。
约卡伊是匈牙利戏剧家，小说家和革命家。他是1848年在佩斯的匈牙利自由革命爆发中的积极参与者和领导人物。约卡伊的浪漫小说在维多利亚时代的英国精英中非常受欢迎，他经常在19世纪的英国媒体中与狄更斯相提并论。他最着名的粉丝和崇拜者之一是维多利亚女王本人。